# Rechtsgevolg
Een rechtsgevolg is in de rechtswetenschap de aanduiding voor het gevolg dat het objectieve recht verbindt aan een rechtsfeit of -handeling. Het rechtsgevolg omvat het ontstaan, wijzigen, verdwijnen en bevestigen van de subjectieve rechten, rechtsposities of rechtsverhoudingen die optreden als gevolg van dat rechtsfeit of die rechtshandeling.

## Rechtshandeling, feitelijke handeling en blote rechtsfeiten
De term rechtsgevolg is van belang om onderscheid te maken tussen rechtshandeling enerzijds, feitelijke handelingen en blote rechtsfeiten anderzijds. Rechtshandelingen zijn menselijke handelingen waarbij het rechtsgevolg in beginsel beoogd wordt. Een voorbeeld hiervan is het sluiten van een huwelijk of een koopovereenkomst. Bij feitelijke handelingen en blote rechtsfeiten treedt het rechtsgevolg op, ongeacht of dit beoogd wordt of niet. Een voorbeeld hiervan is het plegen van een strafbaar feit. Beoogd of niet, heeft een strafbaar feit het gevolg dat de dader strafbaar wordt.
Bij blote rechtsfeiten is geen sprake van een menselijke handeling waarbij de menselijke wil betrokken is, maar treedt een rechtsgevolg op ten gevolge van verjaring, tijdsverloop, overlijden, geboorte of naburigheid. Een voorbeeld hiervan is meerderjarigheid, waarvan een van de rechtsgevolgen is dat iemand over passief en actief kiesrecht gaat beschikken.
| Rechtsfeitenschema Nederlands privaat- en publiekrecht                                                    | Rechtsfeitenschema Nederlands privaat- en publiekrecht                                                    | Rechtsfeitenschema Nederlands privaat- en publiekrecht                                                      | Rechtsfeitenschema Nederlands privaat- en publiekrecht                                     | Rechtsfeitenschema Nederlands privaat- en publiekrecht                                     | Rechtsfeitenschema Nederlands privaat- en publiekrecht                                     | Rechtsfeitenschema Nederlands privaat- en publiekrecht                                     | Rechtsfeitenschema Nederlands privaat- en publiekrecht                                     | Rechtsfeitenschema Nederlands privaat- en publiekrecht                                     | Rechtsfeitenschema Nederlands privaat- en publiekrecht                                     | Rechtsfeitenschema Nederlands privaat- en publiekrecht                                     | Rechtsfeitenschema Nederlands privaat- en publiekrecht                                               | Rechtsfeitenschema Nederlands privaat- en publiekrecht                                     | Rechtsfeitenschema Nederlands privaat- en publiekrecht                                                                     | Rechtsfeitenschema Nederlands privaat- en publiekrecht                                                   |
| --- | --- | --- | ------------------------------------------------------------------------------------------ | ------------------------------------------------------------------------------------------ | ------------------------------------------------------------------------------------------ | ------------------------------------------------------------------------------------------ | ------------------------------------------------------------------------------------------ | ------------------------------------------------------------------------------------------ | ------------------------------------------------------------------------------------------ | ------------------------------------------------------------------------------------------ | --- | ------------------------------------------------------------------------------------------ | --- | --- |
| Feiten (gebeurtenissen, omstandigheden, handelingen, tijdsverlopen)                                       | | |                                                                                            |                                                                                            |                                                                                            |                                                                                            |                                                                                            |                                                                                            |                                                                                            |                                                                                            | |                                                                                            | | |
| Rechtsfeiten (gebeurtenissen, omstandigheden, handelingen, tijdsverlopen met rechtsgevolg)                | Rechtsfeiten (gebeurtenissen, omstandigheden, handelingen, tijdsverlopen met rechtsgevolg)                | Rechtsfeiten (gebeurtenissen, omstandigheden, handelingen, tijdsverlopen met rechtsgevolg)                  | Rechtsfeiten (gebeurtenissen, omstandigheden, handelingen, tijdsverlopen met rechtsgevolg) | Rechtsfeiten (gebeurtenissen, omstandigheden, handelingen, tijdsverlopen met rechtsgevolg) | Rechtsfeiten (gebeurtenissen, omstandigheden, handelingen, tijdsverlopen met rechtsgevolg) | Rechtsfeiten (gebeurtenissen, omstandigheden, handelingen, tijdsverlopen met rechtsgevolg) | Rechtsfeiten (gebeurtenissen, omstandigheden, handelingen, tijdsverlopen met rechtsgevolg) | Rechtsfeiten (gebeurtenissen, omstandigheden, handelingen, tijdsverlopen met rechtsgevolg) | Rechtsfeiten (gebeurtenissen, omstandigheden, handelingen, tijdsverlopen met rechtsgevolg) | Rechtsfeiten (gebeurtenissen, omstandigheden, handelingen, tijdsverlopen met rechtsgevolg) | Rechtsfeiten (gebeurtenissen, omstandigheden, handelingen, tijdsverlopen met rechtsgevolg)           | Rechtsfeiten (gebeurtenissen, omstandigheden, handelingen, tijdsverlopen met rechtsgevolg) | Rechtsfeiten (gebeurtenissen, omstandigheden, handelingen, tijdsverlopen met rechtsgevolg)                                 | Blote feiten (gebeurtenissen, omstandigheden, menselijke handelingen, tijdsverlopen zonder rechtsgevolg) |
| Menselijke handelingen met rechtsgevolg                                                                   | Menselijke handelingen met rechtsgevolg                                                                   | Menselijke handelingen met rechtsgevolg                                                                     | Menselijke handelingen met rechtsgevolg                                                    | Menselijke handelingen met rechtsgevolg                                                    | Menselijke handelingen met rechtsgevolg                                                    | Menselijke handelingen met rechtsgevolg                                                    | Menselijke handelingen met rechtsgevolg                                                    | Menselijke handelingen met rechtsgevolg                                                    | Menselijke handelingen met rechtsgevolg                                                    | Menselijke handelingen met rechtsgevolg                                                    | Menselijke handelingen met rechtsgevolg                                                              | Menselijke handelingen met rechtsgevolg                                                    | Blote rechtsfeiten (feiten met rechtsgevolg, zijnde geen menselijke handelingen) verjaring overlijden geboorte naburigheid | Blote feiten (gebeurtenissen, omstandigheden, menselijke handelingen, tijdsverlopen zonder rechtsgevolg) |
| Rechtshandelingen (menselijke handelingen met beoogd rechtsgevolg)                                        | Rechtshandelingen (menselijke handelingen met beoogd rechtsgevolg)                                        | Rechtshandelingen (menselijke handelingen met beoogd rechtsgevolg)                                          | Rechtshandelingen (menselijke handelingen met beoogd rechtsgevolg)                         | Rechtshandelingen (menselijke handelingen met beoogd rechtsgevolg)                         | Rechtshandelingen (menselijke handelingen met beoogd rechtsgevolg)                         | Rechtshandelingen (menselijke handelingen met beoogd rechtsgevolg)                         | Rechtshandelingen (menselijke handelingen met beoogd rechtsgevolg)                         | Rechtshandelingen (menselijke handelingen met beoogd rechtsgevolg)                         | Rechtshandelingen (menselijke handelingen met beoogd rechtsgevolg)                         | Rechtshandelingen (menselijke handelingen met beoogd rechtsgevolg)                         | Feitelijke handelingen (menselijke handelingen met niet-beoogd rechtsgevolg)                         | Feitelijke handelingen (menselijke handelingen met niet-beoogd rechtsgevolg)               | Blote rechtsfeiten (feiten met rechtsgevolg, zijnde geen menselijke handelingen) verjaring overlijden geboorte naburigheid | Blote feiten (gebeurtenissen, omstandigheden, menselijke handelingen, tijdsverlopen zonder rechtsgevolg) |
| Eenzijdige rechtshandelingen                                                                              | Eenzijdige rechtshandelingen                                                                              | Eenzijdige rechtshandelingen                                                                                | Meerzijdige rechtshandelingen                                                              | Meerzijdige rechtshandelingen                                                              | Meerzijdige rechtshandelingen                                                              | Meerzijdige rechtshandelingen                                                              | Meerzijdige rechtshandelingen                                                              | Meerzijdige rechtshandelingen                                                              | Meerzijdige rechtshandelingen                                                              | Meerzijdige rechtshandelingen                                                              | Onrechtmatige daad veroorzaken ongeluk, gevaarzetting en/of Strafbaar feit moord, doodslag, diefstal | Rechtmatige daad zaakwaarneming, ongerechtvaardigde verrijking, onverschuldigde betaling   | Blote rechtsfeiten (feiten met rechtsgevolg, zijnde geen menselijke handelingen) verjaring overlijden geboorte naburigheid | Blote feiten (gebeurtenissen, omstandigheden, menselijke handelingen, tijdsverlopen zonder rechtsgevolg) |
| Eenzijdige privaatrechtelijke rechtshandeling                                                             | Eenzijdige privaatrechtelijke rechtshandeling                                                             | Eenzijdige publiekrechtelijke rechtshandeling wetgeving besluit met algemene strekking, beschikking, vonnis | Meerzijdige privaatrechtelijke rechtshandeling                                             | Meerzijdige privaatrechtelijke rechtshandeling                                             | Meerzijdige privaatrechtelijke rechtshandeling                                             | Meerzijdige privaatrechtelijke rechtshandeling                                             | Meerzijdige privaatrechtelijke rechtshandeling                                             | Meerzijdige privaatrechtelijke rechtshandeling                                             | Meerzijdige privaatrechtelijke rechtshandeling                                             | Meerzijdige publiekrechtelijke rechtshandeling afspraak tussen overheidsorganen            | Onrechtmatige daad veroorzaken ongeluk, gevaarzetting en/of Strafbaar feit moord, doodslag, diefstal | Rechtmatige daad zaakwaarneming, ongerechtvaardigde verrijking, onverschuldigde betaling   | Blote rechtsfeiten (feiten met rechtsgevolg, zijnde geen menselijke handelingen) verjaring overlijden geboorte naburigheid | Blote feiten (gebeurtenissen, omstandigheden, menselijke handelingen, tijdsverlopen zonder rechtsgevolg) |
| Gerichte eenzijdige privaatrechtelijke rechtshandeling aanbod, aanvaarding, opzegging arbeidsovereenkomst | Ongerichte eenzijdige privaatrechtelijke rechtshandeling wilsbeschikking, verwerping/ aanvaarding erfenis | Eenzijdige publiekrechtelijke rechtshandeling wetgeving besluit met algemene strekking, beschikking, vonnis | Privaatrechtelijke overeenkomsten                                                          | Privaatrechtelijke overeenkomsten                                                          | Privaatrechtelijke overeenkomsten                                                          | Privaatrechtelijke overeenkomsten                                                          | Privaatrechtelijke overeenkomsten                                                          | Privaatrechtelijke overeenkomsten                                                          | Overige privaatrechtelijke meerzijdige rechtshandelingen                                   | Meerzijdige publiekrechtelijke rechtshandeling afspraak tussen overheidsorganen            | Onrechtmatige daad veroorzaken ongeluk, gevaarzetting en/of Strafbaar feit moord, doodslag, diefstal | Rechtmatige daad zaakwaarneming, ongerechtvaardigde verrijking, onverschuldigde betaling   | Blote rechtsfeiten (feiten met rechtsgevolg, zijnde geen menselijke handelingen) verjaring overlijden geboorte naburigheid | Blote feiten (gebeurtenissen, omstandigheden, menselijke handelingen, tijdsverlopen zonder rechtsgevolg) |
| Gerichte eenzijdige privaatrechtelijke rechtshandeling aanbod, aanvaarding, opzegging arbeidsovereenkomst | Ongerichte eenzijdige privaatrechtelijke rechtshandeling wilsbeschikking, verwerping/ aanvaarding erfenis | Eenzijdige publiekrechtelijke rechtshandeling wetgeving besluit met algemene strekking, beschikking, vonnis | Verbintenisscheppende (obligatoire) overeenkomst                                           | Verbintenisscheppende (obligatoire) overeenkomst                                           | Goederenrechtelijke overeenkomst levering, cessie                                          | Bevrijdende (liberatoire) overeenkomst kwijtschelding, afstand                             | Familierechtelijke overeenkomst huwelijksvoorwaarden                                       | Overige overeenkomsten                                                                     | Overige privaatrechtelijke meerzijdige rechtshandelingen                                   | Meerzijdige publiekrechtelijke rechtshandeling afspraak tussen overheidsorganen            | Onrechtmatige daad veroorzaken ongeluk, gevaarzetting en/of Strafbaar feit moord, doodslag, diefstal | Rechtmatige daad zaakwaarneming, ongerechtvaardigde verrijking, onverschuldigde betaling   | Blote rechtsfeiten (feiten met rechtsgevolg, zijnde geen menselijke handelingen) verjaring overlijden geboorte naburigheid | Blote feiten (gebeurtenissen, omstandigheden, menselijke handelingen, tijdsverlopen zonder rechtsgevolg) |
| Gerichte eenzijdige privaatrechtelijke rechtshandeling aanbod, aanvaarding, opzegging arbeidsovereenkomst | Ongerichte eenzijdige privaatrechtelijke rechtshandeling wilsbeschikking, verwerping/ aanvaarding erfenis | Eenzijdige publiekrechtelijke rechtshandeling wetgeving besluit met algemene strekking, beschikking, vonnis | Wederkerige overeenkomst koop, huur                                                        | Eenzijdige overeenkomst schenking, bewaarneming                                            | Goederenrechtelijke overeenkomst levering, cessie                                          | Bevrijdende (liberatoire) overeenkomst kwijtschelding, afstand                             | Familierechtelijke overeenkomst huwelijksvoorwaarden                                       | Overige overeenkomsten                                                                     | Overige privaatrechtelijke meerzijdige rechtshandelingen                                   | Meerzijdige publiekrechtelijke rechtshandeling afspraak tussen overheidsorganen            | Onrechtmatige daad veroorzaken ongeluk, gevaarzetting en/of Strafbaar feit moord, doodslag, diefstal | Rechtmatige daad zaakwaarneming, ongerechtvaardigde verrijking, onverschuldigde betaling   | Blote rechtsfeiten (feiten met rechtsgevolg, zijnde geen menselijke handelingen) verjaring overlijden geboorte naburigheid | Blote feiten (gebeurtenissen, omstandigheden, menselijke handelingen, tijdsverlopen zonder rechtsgevolg) |